# Плешкова, Юлия Александровна
Юлия Александровна Плешкова (15 января 2002, Грязи, Липецкая область) — российская футболистка, защитница клуба ЦСКА и сборной России.

## Биография
Воспитанница клуба «Олимпия» (Грязи), первые тренеры — Дмитрий Валерьевич Павлов, Виктор Тихомолов. В юном возрасте перешла в подмосковное училище олимпийского резерва. Выступала за «УОР-Россиянку» во втором дивизионе. В составе юношеской сборной Московской области становилась победительницей спартакиады учащихся России (2017) и бронзовым призёром первенства России в своём возрасте (2017).
С 2019 года выступает за ЦСКА. Дебютный матч в высшем дивизионе России сыграла 26 мая 2019 года против «Енисея». Во второй половине сезона стала регулярным игроком основного состава. Всего за сезон 2019 года сыграла 11 матчей и стала со своим клубом чемпионкой России.
Играла за юниорскую и молодёжную сборную России. С 2022 года играет за основную женскую сборную России.

## Достижения
- Чемпионка России: 2019, 2020
- Серебряный призёр чемпионата России: 2021, 2022, 2023, 2024